# Aarón (Fußballspieler, 1982)
Aarón, mit vollem Namen Aarón Dian Darias Scheithe (* 26. August 1982 in Hamburg), ist ein deutsch-spanischer Fußballspieler, Modeblogger und Journalist.

## Sportliche Karriere
Aarón begann seine Karriere in der Jugend des größten kanarischen Vereins CD Teneriffa. Über die Jugend des kleineren Vereins CD San Gerardo gelangte er in die Herrenmannschaft des unterklassigen Vereins UD Tenerife Sur Ibarra, bevor er zum damaligen Zweitligisten CD Teneriffa zurückkehrte. In der Segunda División bestritt er für CD Teneriffa, nur unterbrochen durch ein einjähriges Gastspiel bei FC Universidad Las Palmas in der Segunda División B, 24 Spiele, erzielte aber kein Tor. Aufgrund weniger Einsatzzeiten verließ Aarón CD Teneriffa und wechselte zu einigen Vereinen in Spaniens dritter Liga. Bei UD Lanzarote, Zamora CF, Lorca Deportiva und Caravaca CF gehörte er immer zum Stammpersonal, blieb aber bei keinem der Verein länger als eine Spielzeit. Im Sommer 2010 wechselte Aarón von Caravaca CF zu Lorca Atlético. Dort blieb er zwei Jahre bis zum Abstieg aus der dritten Liga im Sommer 2012. Dann schloss er sich dem Drittliga-Aufsteiger CD Marino an. Allerdings stieg der Verein auch nach einem Jahr direkt wieder ab. Dieses Mal blieb Aarón seinem Klub treu und machte den Schritt in die Tercera División mit. Mitte März 2015 verließ er den Klub dann vorzeitig. Im Sommer 2015 kehrte er zu seinem ersten Verein im Seniorenfußball UD Ibarra zurück.

## Modeblogger
Durch seine Freundin kam Aarón mit dem Thema Mode in Berührung und begeisterte sich immer mehr für das Thema. Im Jahr 2012 begann er dann unter dem Titel „Tenerife Looks“ regelmäßig über Mode zu bloggen. Zunächst nutze er dafür Facebook, mittlerweile besitzt er eine eigene Website. Thematischer Schwerpunkt der Website ist der urbane Streetwear der kanarischen Inseln. Mittlerweile hat seine Website über tausend Besucher täglich. Des Weiteren saß Aarón bereits bei einigen regionalen Modewettbewerben in der Jury.

## Journalist
Nebenbei arbeitet Aarón auch noch als Journalist. Er schreibt für Zeitungen und moderiert auch im Hörfunk. Unter anderem ist er als Sportjournalist für Radio Club Tenerife tätig.

## Privates
Aaróns Vater ist gebürtiger Spanier, seine Mutter Deutsche. Sein Vater lernte sie während eines Aufenthalts in Deutschland kennen, wo er auf Arbeitssuche war. Im Alter von vier Jahren zogen Aarón und seine Familie auf die kanarische Insel Teneriffa. Seine Mutter war eine erfolgreiche Leichtathletin und hält immer noch den kanarischen Rekord im Weitsprung.